# Kush Abadey

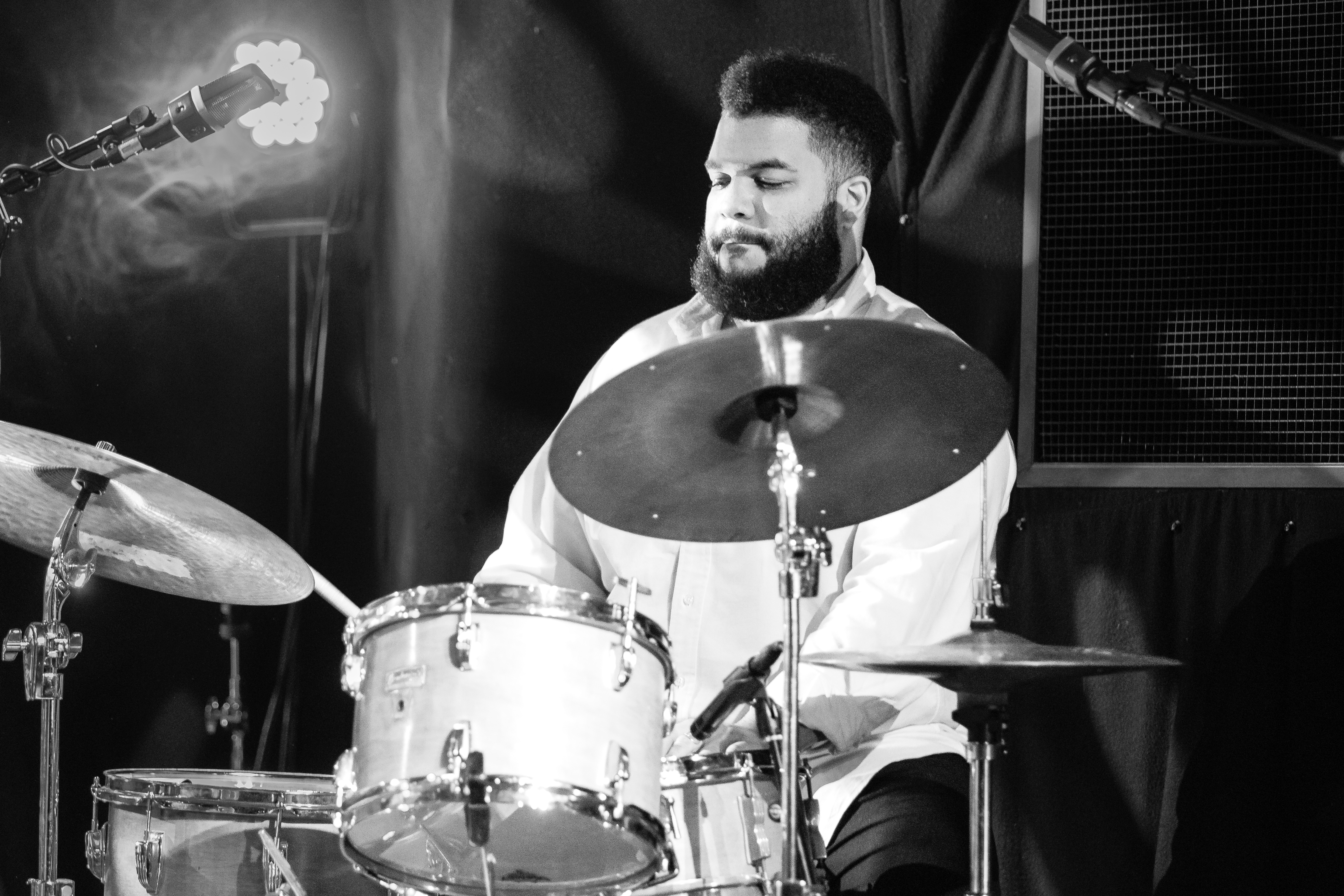
Kush Abadey (2022)
Bild: Tore Sætre

Kush Abadey (* 7. September 1991) ist ein US-amerikanischer Jazzmusiker (Schlagzeug) des Modern Jazz.

## Leben und Wirken
Kush Abadey stammt aus einer musikalischen Familie; sein Vater ist der Schlagzeuger Nasar Abadey, der u. a. mit Malachi Thompson spielte. Bereits mit zwei Jahren begann er, Schlagzeug zu spielen. Seit dem sechsten Lebensjahr erhielt er Klavierunterricht bei Harlan Jones an der New Sewell Music Academy in Washington, DC, bevor er zur Perkussion wechselte und im Fred Foss Jazz Youth Orchestra spielte. Er studierte dann Jazz-Improvisation bei Jeffrey Chappelle und Perkussion bei Tom Teasley an der Levine School of Music. Mit 14 Jahren war er 2005 der bislang jüngste Stipendiat im Strathmore Artist-in-Residence Programm für Performance und Composition. Mit 16 Jahren gehörte er dem Wallace Roney Quintet an (zu hören auf dessen Alben Understanding (2013), Home (2012) und If Only for One Night). 2008 hatte er Gelegenheit, in einem Ensemble unter Leitung von Paquito D’Rivera vor Michelle Obama in der Konzertreihe Jazz at the White House aufzutreten. Im folgenden Jahr erhielt er ein Stipendium zum Studium am Berklee College of Music in Boston; dort hatte er Unterricht bei Terri Lyne Carrington, Ralph Peterson und Darren Barrett.
2012 zog Adabey nach New York City, um in der dortigen Jazzszene zu arbeiten, u. a. mit Ravi Coltrane, Chris Potter, Nicholas Payton, J. D. Allen III, David Weiss, Andrew White, Gilad Hekselman, Azar Lawrence, Terence Blanchard, Frank Lacy, Jeremy Pelt, Tomasz Stańko, Barry Harris, Gary Thomas, Jared Gold, George Colligan, Dave Stryker, Greg Murphy, Aimee Allen und Josh Evans
Im Bereich des Jazz war er zwischen 2009 und 2021 an 29 Aufnahmesessions beteiligt, auch mit Géraud Portal. 2019 spielte er in den Bands von Shanir Ezra Blumenkranz, Sharel Cassity, Mike DiRubbo und David Gibson. Zu hören ist er u. a. auch auf John Ellis’ Album Heroes (2025).